# Анагностопулос, Панайотис (политик)
Панайотис Анагностопулос (греч. Παναγιώτης Αναγνωστόπουλος; около 1790, Андрицена — 1854, Афины) — греческий политик, участник Греческой войны за независимость, член тайной организации Филики Этерия.

## Биография
Родился в бедной семье. В 1808 году эмигрировал с семьей в Смирну (ныне Измир, Турция), учился в школе в Стамбуле. Затем переехал в Российскую империю и поселился в Одессе, где работал в магазине тканей богатого грека из Константинополя. В Одессе встретил Николаоса Скуфаса, под влиянием которого стал членом Филики Этерия, занялся подготовкой всегреческого восстания против Османской империи. Познакомился с Атанасиосом Цакалофом и Эммануилом Ксантосом, основателями Филики Этерия.
Будучи членом тайной организации Филики Этерия занимался пропагандой идей революции, набором новых членов. Активно действовал в Одессе, Валахии и Италии, где контактировал с кружком революционеров Пизы.
Вскоре стал одним из лидеров подготовки революции. Добился от сторонников движения значительного финансирования деятельности по обеспечению борьбы за независимость Греции.
После начала Греческой войны за независимость Анагностопулос встал на сторону Александра Ипсиланти, которого в апреле 1821 г. сопровождал на Пелопоннес.
Участвовал в сражениях в придунайских провинциях в отрядах Димитрия Ипсиланти. Затем принимал участие в осаде Триполиццы и других сражениях под командованием Теодороса Колокотрониса.
Стал видной политической фигурой.
Позже был избран в национальное собрание Астроса. В Национальной ассамблее Греции отказался подписать законопроект о защите Великобритании. Был одним из авторов обращения к России и Иоаннису Каподистрия.
В 1828 году Анагностопулос был назначен временным комиссаром-губернатором (префектом нома Элида), позже занимал другие государственные и политические должности, служил губернатором Эвбии и префектом Ахайя и Илидос.
Умер в 1854 году в Афинах от холеры, занесенной в Грецию англо-французской армией, оккупировавшей Пирей во время Крымской войны.